# Cheilanthes rawsonii
Cheilanthes rawsonii là một loài thực vật có mạch trong họ Adiantaceae. Loài này được Mett. ex Kuhn miêu tả khoa học đầu tiên.